# Pierluigi Aprà
Pierluigi Aprà (Roma, 6 settembre 1944 – Roma, 19 gennaio 1981) è stato un attore italiano.

## Biografia
Figlio di Maria Pia De Cenzo, era discendente da una famiglia di artisti da parte del nonno, un Pulcinella napoletano entrato nella storia di quel teatro. Era fratello di Adriano, docente di Cinema italiano all'Università di Roma Tor Vergata e di Simonetta, appassionata d'arte come il padre Renato, dirigente dell'Amministrazione pubblica. Frequentò l'Accademia nazionale d'arte drammatica, compagno di Lino Capolicchio e Giancarlo Giannini; il regista Vittorio Cottafavi diresse, per la televisione, il suo debutto in Don Giovanni. La sua grande occasione arrivò con La Cina è vicina di Marco Bellocchio (1967).
Morì suicida nel 1981 a 36 anni.

### Vita privata
Fu sposato con la giornalista sportiva Rosanna Marani: il matrimonio avvenne il 6 dicembre 1969 a Pisa sul set di Olimpia agli amici. I due ebbero un figlio, Gabriele, nato nel 1970.

## Filmografia
- La Cina è vicina, regia di Marco Bellocchio (1967)
- Sequestro di persona, regia di Gianfranco Mingozzi (1968)
- I visionari, regia di Maurizio Ponzi (1968)
- Colpo di sole, regia di Mino Guerrini (1968)
- Gli intoccabili, regia di Giuliano Montaldo (1969)
- La moglie più bella, regia di Damiano Damiani (1969)
- Olimpia agli amici, regia di Adriano Aprà (1970)
- La colonna infame, regia di Nelo Risi (1973)
- Il tram, regia di Dario Argento (1973)
- Perché si uccide un magistrato, regia di Damiano Damiani (1976)
- Nella città perduta di Sarzana, regia di Luigi Faccini (1980)

## Prosa televisiva Rai
- Don Giovanni di Molière, regia di Vittorio Cottafavi (1967)
- Knock o Il trionfo della medicina di Jules Romains, regia di Vittorio Cottafavi, trasmessa il 13 gennaio 1967.
- Una serata fuori, dall'omonima commedia di Harold Pinter, regia di Edmo Fenoglio, trasmessa il 6 maggio 1969.
- Esercizio a due dita, regia di Mario Landi, trasmessa il 7 luglio 1970.